# ۱۹۴ (عدد)
۱۹۴(صد و نود و چهار) یک عدد طبیعی است که بعد از ۱۹۳ و قبل از ۱۹۵ قرار دارد.